# Nesophrosyne eburneola
Nesophrosyne eburneola är en insektsart som beskrevs av Henry Fairfield Osborn 1935. Nesophrosyne eburneola ingår i släktet Nesophrosyne och familjen dvärgstritar. Inga underarter finns listade i Catalogue of Life.